# 21662 Benigni
21662 Benigni (1999 RC) là một tiểu hành tinh vành đai chính.